# Poustevna Teplice nad Metují
Poustevna v Teplicích nad Metují se nachází při pravém břehu řeky Metuje v teplické místní části Kamenec (okres Náchod, Královéhradecký kraj). Jedná se o unikátně dochovanou ivanitskou poustevnu. Kostel při poustevně je chráněn jako kulturní památka České republiky.

## Historie
Současný poutní kostel Panny Marie Pomocné (původní gotický kostelík nesl zasvěcení Naší Milé Paní), u něhož se v nevelké dřevěné poustevně zbudované na vlastní náklady dne 16. října 1753 usadil doktor filosofie a medicíny, který patřil k nejlepším lékařům své doby, usadil roku 1748 vdovec Johann Maxmilian Peither z Peithersbergu (* 1688) z Prahy (otec broumovského benediktina Benna Peithera z Peithersbergu (+ 2. března 1772) - profesora filozofie na řádovém gymnáziu), byl postaven stavitelem ze slezského Schönbergu - Gottliebem Johannem Kühnem v letech 1753 - 1754 a vysvěcen 18. srpna 1754.  
Spolu s Dr. Johannem Maxmilianem Peitherem z Peithersbergu, který byl po svém smrti (+ 1. prosince 1763 ve věku 75 let) pohřben v kryptě poutního kostela Panny Marie Pomocné, zde žili podle ivanitské řehole další dva poustevníci: fr. Evagrius (+ 16. března 1786 ve věku 76 let) a fr. Ivanus Augustinus Hiller (+ 7. července 1788 ve věku 71,5 let).  
Ač Josefem II. bylo poustevnictví zakázáno (jakožto "nedůležité" a "nepotřebné") a teplická poustevna oficiálně rozpuštěna, poustevníci Evagrius a Ivanus zde, byť již bez hábitu, žili až do své smrti. Poté poustevna sloužila až do 2. poloviny 20. století jako dům pro kostelníky. 

## Současnost
Areál kostela a poustevny patří do majetku farnosti Teplice nad Metují. Počátkem 21. století, během rekonstrukce farního kostela sv. Vavřince v městě samotném byly pravidelné farní bohoslužby slouženy v kostele u poustevny. Od roku 2011 probíhá postupná rekonstrukce celého areálu a v poustevně má být do budoucna muzeum historie ivanitské kongregace. V kostele Panny Marie Pomocné jsou po celý rok pravidelné bohoslužby.

## Architektonická podoba
Poustevna je dvoukřídlý přízemní objekt se třemi místnostmi, postavený v kombinaci zdění (místnosti) a roubení (chodba). Z jedné strany přímo navazuje na barokní poutní kostel Panny Marie Pomocné, se kterým dohromady tvoří půdorys nepravidelného písmene U ("rameno", tvořené kostelem je o něco delší, než protilehlé křídlo poustevny). Na střeše středního traktu poustevny se nachází barokní zvonička typu sanktusníku.